# Adelir Antônio de Carli
Adelir Antônio de Carli (Pelotas o Ampére, 8 de febrero de 1967-océano Atlántico, entre el 20 de abril de 2008 y el 4 de julio de 2008), también conocido como Padre Baloeiro o Padre do Balão («Padre del Globo» en portugués), era un sacerdote católico brasileño que murió tras un intento de volar amarrado a globos en racimo el 20 de abril de 2008. Carli realizó el ejercicio para recaudar fondos para financiar un área de descanso para camioneros en la ciudad portuaria de Paranaguá.

## Biografía
Adelir Antônio de Carli nació el 8 de febrero de 1967. Las fuentes difieren sobre si nació en Pelotas, Río Grande del Sur, o Ampére, Paraná. Era el tercer hijo de Salete Gundalin y Aurélio de Carli, y tenía otros tres hermanos. Sus padres se divorciaron cuando él tenía sólo cuatro años. Vivió con su madre en Paraguay hasta su muerte a causa de un tumor en la garganta, cuando tenía quince años, tras lo cual regresó a Brasil para quedarse con su padre. Carli trabajó como reparador de neumáticos con él y más tarde como encargado de gasolinera en la gasolinera de su tío, mientras también pintaba manteles como trabajo secundario. Fue descrito como una persona tranquila y humilde, y fue un excelente estudiante. Carli ingresó inesperadamente a un seminario en Paranaguá, siendo ordenada ordenadamente en agosto de 2003. Trabajó en Ampére hasta ser nombrado director de la Paróquia de São Cristóvão – una parroquia de Paranaguá – en 2004.
En Paranaguá, Carli creó la Pastoral Rodoviária, una zona de descanso para camioneros. Impulsado por una «necesidad de difundir el mensaje de Dios», concibió el proyecto con la intención de ayudar y evangelizar a los camioneros que pasaban por el puerto. Carli ofrecía misas en el patio del puerto y trataba de llevar consuelo a los conductores. También lucharía para proteger los derechos humanos de los residentes de la ciudad, a menudo chocando con funcionarios de la ciudad, lo que le valió a Carli una reputación de alborotador. Por ejemplo, en 2006, Carli denunció violaciones de derechos humanos contra personas sin hogar en Paranaguá. Los agentes de la Guardia Municipal de la ciudad sacaban por la fuerza a las personas sin hogar de las calles, normalmente por la noche, y las arrojaban a los pueblos vecinos. Estas denuncias provocaron la detención de siete agentes de la Guardia Municipal y del secretario de seguridad municipal. Ese mismo año, evitó con éxito el traslado por la fuerza de varios pequeños comedores del patio del puerto organizando una protesta contra los administradores del puerto.
Buscando aportar más visibilidad y fondos a la Pastoral, Carli decidió batir el récord de vuelo de 19 horas en globos en racimo. Seis meses antes del vuelo se había inscrito en un curso de parapente en Curitiba. Carli se negó a asistir a las clases teóricas y, tras dos incidentes en los que desobedeció a su instructor, fue expulsado de la escuela. Su primer intento fue el 13 de enero de 2008, durante el cual Carli completó con éxito un vuelo de cuatro horas desde Ampére, Paraná, Brasil, a San Antonio (Misiones), Argentina, sobre una distancia total de 25 kilómetros (15,5 mi). Utilizando 600 globos, alcanzó alturas de 5300 metros (17 388,5 pies).

## Intento de vuelo en globo en racimo

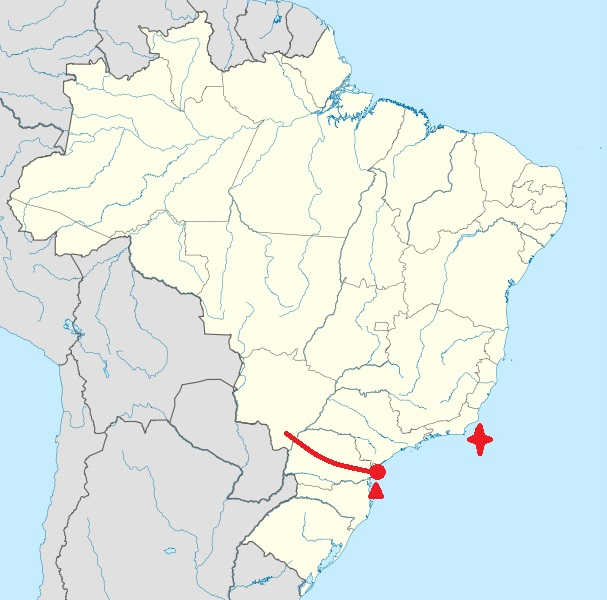
Trayectoria del vuelo en globo en racimo de Carli. Punto rojo: salida. Línea roja: rumbo esperado. Triángulo rojo: último contacto por radio. Cruz roja: cuerpo encontrado.

Para prepararse para el vuelo, Carli tomó cursos de supervivencia en la jungla y montañismo. El 20 de abril de 2008, poco antes de su vuelo, Carli celebró una misa a la que asistieron algunos feligreses, curiosos y medios de comunicación. A pesar del tiempo nublado y la lluvia, despegó de Paranaguá a las 13:00 (UTC-3) en una silla sujeta a 1000 globos. Tenía previsto aterrizar en Dourados, en Mato Grosso del Sur, donde vivía su hermano Marcos, 20 horas después. Carli alcanzó una altitud de 5800 metros (19 028,9 pies), casi el doble de lo que esperaba. El equipo de vuelo de Carli incluía un paracaídas, casco, mono impermeable, dispositivo GPS, teléfono móvil, teléfono satelital, silla con dispositivo de flotación, traje de vuelo térmico de aluminio y al menos una ración de cinco días de comida y agua potable.

Eu preciso entrar em contato com o pessoal para que eles me ensinem a operar esse GPS aqui para dar as coordenadas de latitude e longitude que é a única forma que alguém por terra possa saber onde eu estou. O celular via satélite fica saindo de área e além do mais a bateria está enfraquecendo.

Necesito comunicarme con el personal para que me enseñen cómo operar este GPS aquí para dar las coordenadas de latitud y longitud, que es la única forma en que alguien en tierra puede saber dónde estoy. El celular satelital sigue saliendo de la zona y además la batería se está debilitando
Carli, 20 minutos después del despegue, reportaje de RPC.

El último contacto de Carli con la autoridad portuaria de Paranaguá se produjo a las 20:45, después de haber volado alrededor de 90 kilómetros (55,9 mi) y era de aproximadamente 30 millas (48,3 km) frente a la costa. Hizo una llamada desde su celular para pasar su ubicación a la Marina de Brasil. Después de su último contacto, la Marina, la Fuerza Aérea Brasileña y los bomberos iniciaron una búsqueda en la costa de Santa Catarina, con la ayuda de una avioneta alquilada por la familia de Carli. La Fuerza Aérea suspendió la búsqueda el 24 de abril. Dos días después del vuelo, un comandante del departamento de bomberos de Peña, familiarizado con la situación, estimó que las posibilidades de que Carli siguiera con vida eran del 80 por ciento. La Armada de Brasil suspendió la búsqueda en el océano el 29 de abril, diciendo que las posibilidades de encontrar a Carli con vida en el océano eran «muy remotas». Más tarde se informó que trozos de globo flotaban en el mar frente a la costa.
El 4 de julio, un buque de apoyo a una plataforma petrolífera en alta mar encontró la mitad inferior de un cuerpo humano flotando en la superficie del océano a unos 100 km (62,1 mi) de Macaé. Los restos fueron inicialmente identificados como los de Carli por la ropa, pero luego fueron confirmados mediante pruebas de ADN el 29 de julio después de compararlos con muestras proporcionadas por el hermano de Carli. Los restos de Carli fueron trasladados a Paranaguá, y fueron recibidos con un aplauso de los feligreses. Se celebró una misa en su honor y posteriormente fue enterrado en una capilla especial en Ampére.

### Citas
1. 1 2 3 4 5 6  «Adelir desafiou a própria vida. E a perdeu» [Adelir desafió su propia vida. Y la perdió]. Tribuna do Interior (en portugués de Brasil). 14 de octubre de 2020. Archivado desde el original el 6 de febrero de 2023. Consultado el 6 de mayo de 2023.
2. ↑  «Missa relembra e homenageia padre que morreu há dez anos ao voar com balões» [Misa recuerda y honra a sacerdote que murió hace diez años mientras volaba en globos]. Banda B (en brazilian Portuguese). 20 de abril de 2018. Archivado desde el original el 5 de mayo de 2023. Consultado el 5 de mayo de 2023.
3. ↑  «Morte do "padre baloeiro" completa dez anos» [La muerte del "cura en globo" cumple diez años]. Diário Popular (en portugués de Brasil). 20 de abril de 2018. Archivado desde el original el 4 de marzo de 2024. Consultado el 3 de marzo de 2024.
4. 1 2  Berlinck, 2023, «Quem era o padre».
5. ↑  Marini, Marina (20 de abril de 2023). «Mil bexigas e passado aventureiro: há 15 anos, sumia o padre do balão» [Mil globos y un pasado de aventuras: hace 15 años, el sacerdote de los globos desapareció]. UOL (en portugués de Brasil). Archivado desde el original el 11 de mayo de 2023. Consultado el 3 de marzo de 2024.
6. ↑  «Caso do 'Padre do Balão' completa 15 anos nesta quinta (20); relembre» [El caso 'Padre do Balão' cumple 15 años este jueves (20); recuerde]. Diário do Nordeste (en portugués de Brasil). 20 de abril de 2023. Archivado desde el original el 20 de abril de 2023. Consultado el 3 de marzo de 2024.
7. ↑  Bandeira, Gabriel (20 de abril de 2023). «Voo trágico do "Padre do Balão" completa 15 anos; relembre história» [Trágico vuelo del “Padre do Balão” cumple 15 años; recuerde la historia]. Metrópoles (en portugués de Brasil). Archivado desde el original el 20 de abril de 2023. Consultado el 3 de marzo de 2024.
8. ↑  Nórcio, Lúcia (16 de octubre de 2006). «Padre apresenta documentos que comprovam maus-tratos a moradores de rua em Paranaguá» [Sacerdote presenta documentos que prueban maltrato a personas sin hogar en Paranaguá] (en portugués de Brasil). Agência Brasil. Archivado desde el original el 1 de marzo de 2024. Consultado el 1 de marzo de 2024.
9. ↑  König, Mauri (27 de septiembre de 2006). «Relatórios comprovam expulsão de mendigos em Paranaguá» [Informes prueban expulsión de mendigos en Paranaguá]. Gazeta do Povo (en portugués de Brasil). Archivado desde el original el 2 de marzo de 2024. Consultado el 2 de marzo de 2024.
10. ↑  «Secretário de Segurança de Paranaguá é preso sob acusação de tortura» [Secretario de Seguridad de Paranaguá arrestado por cargos de tortura]. Estadão (en portugués de Brasil). 4 de marzo de 2012. Archivado desde el original el 2 de marzo de 2024. Consultado el 2 de marzo de 2024.
11. 1 2  Lehman, Stan (22 de abril de 2008). «No sign of priest carried away by party balloons» (en inglés). NBC News. Archivado desde el original el 2 de marzo de 2024. Consultado el 2 de marzo de 2024.
12. ↑  «Padre foi expulso de escola de vôo livre» [Sacerdote fue expulsado de escuela de ala delta]. Extra Online (en portugués de Brasil). O Globo. 24 de abril de 2008. Archivado desde el original el 4 de marzo de 2024. Consultado el 3 de marzo de 2024.
13. ↑  «'Flying' priest's balloons found». BBC News. 23 de abril de 2008. Archivado desde el original el 30 de abril de 2008. Consultado el 2 de agosto de 2008.
14. 1 2 3 4 5 6  «Priest On Party Balloon Flight Missing». CBS News. 22 de abril de 2008. Archivado desde el original el 1 de marzo de 2024. Consultado el 1 de marzo de 2024.
15. ↑  Berlinck, 2023, «A decolagem».
16. ↑  Berlinck, 2023, «Desaparecimento».
17. ↑  «Família de padre desaparecido aluga avião para reforçar buscas» [Familia de sacerdote desaparecido alquila avión para reforzar búsqueda]. G1. 24 de abril de 2008. Archivado desde el original el 26 de abril de 2023. Consultado el 16 de marzo de 2024.
18. ↑  Lehman, Stan (29 de abril de 2008). «Brazil ends search for ballooning priest». The Sydney Morning Herald (en inglés). Archivado desde el original el 2 de marzo de 2024. Consultado el 2 de marzo de 2024.
19. ↑  Colitt, Raymond (22 de abril de 2008). «Brazil priest flying party balloons lost at sea». Thomson Reuters. Archivado desde el original el 31 de octubre de 2021. Consultado el 24 de abril de 2008.
20. 1 2  Cordeiro, Aldrin (2 de agosto de 2008). «Sepultamento do padre Adelir reúne 500 pessoas em Ampére» [El entierro del padre Adelir reúne a 500 personas en Ampére]. Gazeta do Povo (en portugués de Brasil). Archivado desde el original el 16 de marzo de 2024. Consultado el 16 de marzo de 2024.
21. ↑  «Exame de DNA confirma que corpo encontrado em Macaé é do padre Adelir, que desapareceu quando voava com balões» [Examen de ADN confirma que el cuerpo encontrado en Macaé es el del padre Adelir, desaparecido mientras volaba en globos]. Extra Online (en portugués de Brasil). O Globo. 30 de julio de 2008. Archivado desde el original el 31 de mayo de 2014. Consultado el 30 de julio de 2008.
22. ↑  Berlinck, 2023, «Encontrado no Rio de Janeiro».